# Pseudagrostistachys africana
Espèce
Synonymes
- Agrostistachys africana Müll.Arg.[1] [2]
- Pseudagrostistachys africana subsp. africana[1]

Statut de conservation UICN

 VU A2c; B2ab(iii) : Vulnérable
Pseudagrostistachys africana est une espèce de plantes à fleurs de la famille des Euphorbiaceae. On la trouve au Cameroun, en Guinée équatoriale, au Ghana, au Nigeria et à  São Tomé-et-Principe. Elle est menacée du fait de la disparition de son habitat.

## Liste des sous-espèces
Selon Catalogue of Life (11 avril 2019) :
- sous-espèce Pseudagrostistachys africana subsp. africana
- sous-espèce Pseudagrostistachys africana subsp. humbertii

Selon World Checklist of Selected Plant Families (WCSP) (11 avril 2019) :
- sous-espèce Pseudagrostistachys africana subsp. africana
- sous-espèce Pseudagrostistachys africana subsp. humbertii (Lebrun) J.Léonard (1962)

Selon The Plant List (11 avril 2019) :
- sous-espèce Pseudagrostistachys africana subsp. humbertii (Lebrun) J.Léonard

Selon Tropicos (11 avril 2019) (Attention liste brute contenant possiblement des synonymes) :
- sous-espèce Pseudagrostistachys africana subsp. africana
- sous-espèce Pseudagrostistachys africana subsp. humbertii (Lebrun) J. Léonard

## Publication originale
- Das Pflanzenreich IV. 147 VI(Heft 57): 97. 1912.